# Lo spaventapassere
Lo spaventapassere (The Sitter) è un film del 2011 diretto da David Gordon Green.
La pellicola, prodotta da Michael De Luca e dalla 20th Century Fox, vede Jonah Hill nei panni di uno studente che, sospeso dal college, si ritrova a fare il babysitter, lavoro per il quale risulta del tutto impreparato.

## Trama
Noah Jaybird è uno studente universitario che è stato sospeso per un semestre e ora vive con sua madre separata. Per fare un favore alla madre si trova costretto a fare da babysitter per una sera a tre bambini pestiferi: Slater, Blithe e Rodrigo.
Per raggiungere la fidanzata Marisa, Noah ruba l'auto della signora Pedulla e porta i bambini con sé in città, dove incontra Karl, uno spacciatore di cocaina. Dopo aver acquistato della droga, Noah torna indietro per raggiungere la sua fidanzata, ma scopre che Rodrigo nel frattempo aveva rubato un uovo di Karl, all'interno del quale è nascosta della droga: dopo una lotta per riprendere l'uovo tra i due, l'uovo scoppia e tutta la cocaina all'interno va perduta.
Karl scopre il furto e chiama Noah chiedendogli 10 000 dollari, il valore della droga, oppure lo ucciderà. Noah, in preda al panico, decide di riportare i bambini ai loro genitori, in modo che possa risolvere i propri problemi, però Slater gli parla di un bat mitzvah, a cui è stato invitato, e dove secondo lui potrà rubare i regali e ricavare i soldi che gli servono. Sarà solo l'inizio di una serie di disavventure per il ragazzo.

## Produzione
La 20th Century Fox mise in cantiere il film nel 2006, quando la propria filiale specializzata in commedie e film di genere, la Fox Atomic, assoldò il regista Jonathan Levine per dirigere la pellicola. Nel 2009 la Fox Atomic venne riassorbita negli assetti della casa madre e il progetto venne riazzerato. La Michael De Luca Productions venne coinvolta nella produzione e David Gordon Green venne nominato come regista.

## Distribuzione
Il primo trailer del film fu allegato alle copie americane di L'alba del pianeta delle scimmie e 30 Minutes or Less, per poi essere pubblicato su internet il 4 agosto 2011; il trailer è stato valutato R, principalmente a causa del linguaggio scurrile.
Il film è uscito nelle sale cinematografiche statunitensi il 9 dicembre 2011., mentre in Italia è stato distribuito a partire dal 10 agosto 2012.